# کارلو لوی

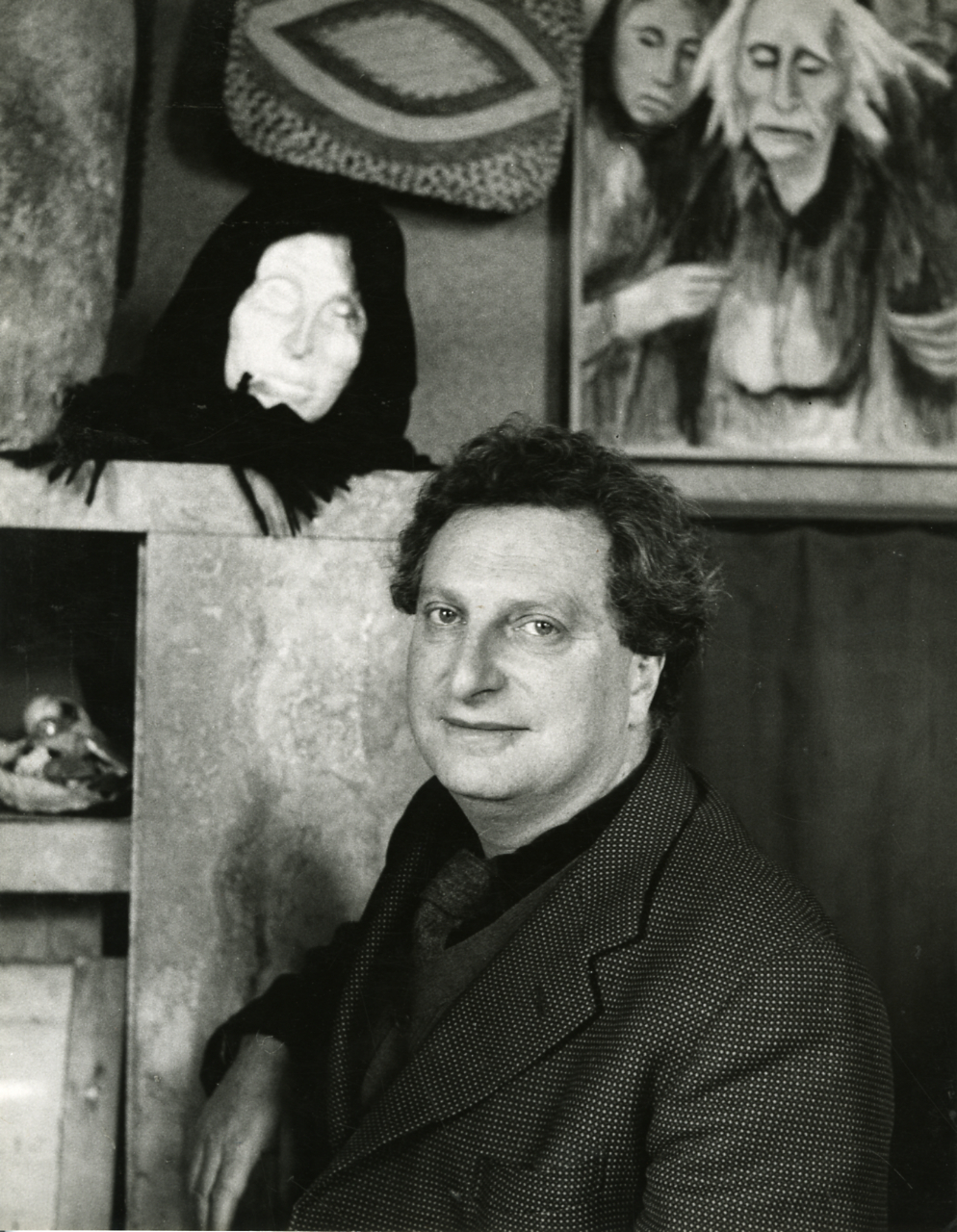
کارلو لوی در سال ۱۹۵۵

 کارلو لوی (به ایتالیایی: Carlo Levi) نویسنده، نقاش، روشنفکر و مبارز ضد فاشیسم ایتالیایی است.
کارلو لوی پزشک و نقاش ایتالیایی است. شهرت او بیشتر به خاطر کتاب Cristo si è fermato a Eboli (مسیح در ابولی توقف کرد)، درباره خاطرات دوران تبعیدش در لوکانیا، ایتالیا، پس از دستگیری در ارتباط با فعالیت‌های سیاسی‌اش می‌باشد. در سال ۱۹۷۹، این کتاب اساس فیلمی به همین نام به کارگردانی فرانچسکو رزی شد. توصیف شفاف، غیر ایدئولوژیک و دلسوزانه لوی از سختی‌های روزانه که دهقانان محلی تجربه می‌کردند، به سوق دادن «مشکل جنوب» به گفتمان ملی پس از پایان جنگ جهانی دوم کمک کرد.
وی به علت مبارزات ضد‌فاشیست بین سال‌های ۱۹۳۷-۱۹۳۵ در تبعید به سر برد.

## زندگی‌نامه
لوی در تورین، پیه‌مونته، در یک خانواده ثروتمند به دنیا آمد. پدرش ارکول لوی، یک پزشک ثروتمند یهودی و مادرش آنتا تروز، خواهر کلودیو تروز، رهبر حزب سوسیالیست ایتالیا بودند. او در سال ۱۹۱۷ از دبیرستان الفیری (Liceo Alfieri) فارغ التحصیل شد و سپس به دانشگاه تورین رفت و در آنجا پزشکی خواند و در سال ۱۹۲۴ با نمرات بالا فارغ التحصیل شد.
لوی هرگز تحصیلات پزشکی خود را به طور کامل رها نکرد و از سال ۱۹۲۴ تا ۱۹۲۸ به عنوان دستیار پروفسور میشلی در کلینیک دانشگاه تورین خدمت کرد و بر روی تحقیقات مربوط به هپاتوپاتی و بیماری‌های مجاری صفرایی کار کرد. در همان دوره، لوی تحصیلات تخصصی خود را در پاریس نزد پروفسور بورگوین ادامه داد، اگرچه در سال ۱۹۲۷ تصمیم گرفت زندگی خود را وقف نقاشی کند.
دوران زندگی اولیه لوی در پاریس، به عنوان یک نقاش و به عنوان دانشجوی پزشکی، باعث شد او با بسیاری از شخصیت‌های برجسته قرن بیستم، از جمله سرگئی پروکوفیف، ایگور استراوینسکی، آلبرتو موراویا، جورجیو د کیریکو و دیگران ارتباط برقرار کرده و در تماس باشد.
او از سال ۱۹۳۲ تا ۱۹۳۴ در پاریس زندگی کرد و در آنجا در مراسم خاکسپاری دایی‌اش (برادر مادرش) کلودیو تروز در سال ۱۹۳۳ شرکت کرد.

## تالیفات
مهمترین کتاب وی "مسیح هرگز به اینجا نرسید" است که در لیست هزار کتابی که قبل از مرگ باید خواند که از سوی منتقدان انتخاب شده قرار دارد.
"مسیح هرگز به اینجا نرسید" در واقع یک جور وقایع‌نگاری است از دوران تبعید وی بین سال‌های ۱۹۳۷-۱۹۳۵ در جنوب ایتالیا است.
روزهای حکومت موسیلینی و حاکمیت فاشیسم.
نام اصلی کتاب cristo sie feramto a Eboli است که ترجمهٔ تحت‌الفظیش می‌شود: مسیح در ابولی متوقف ماند.

## به فارسی

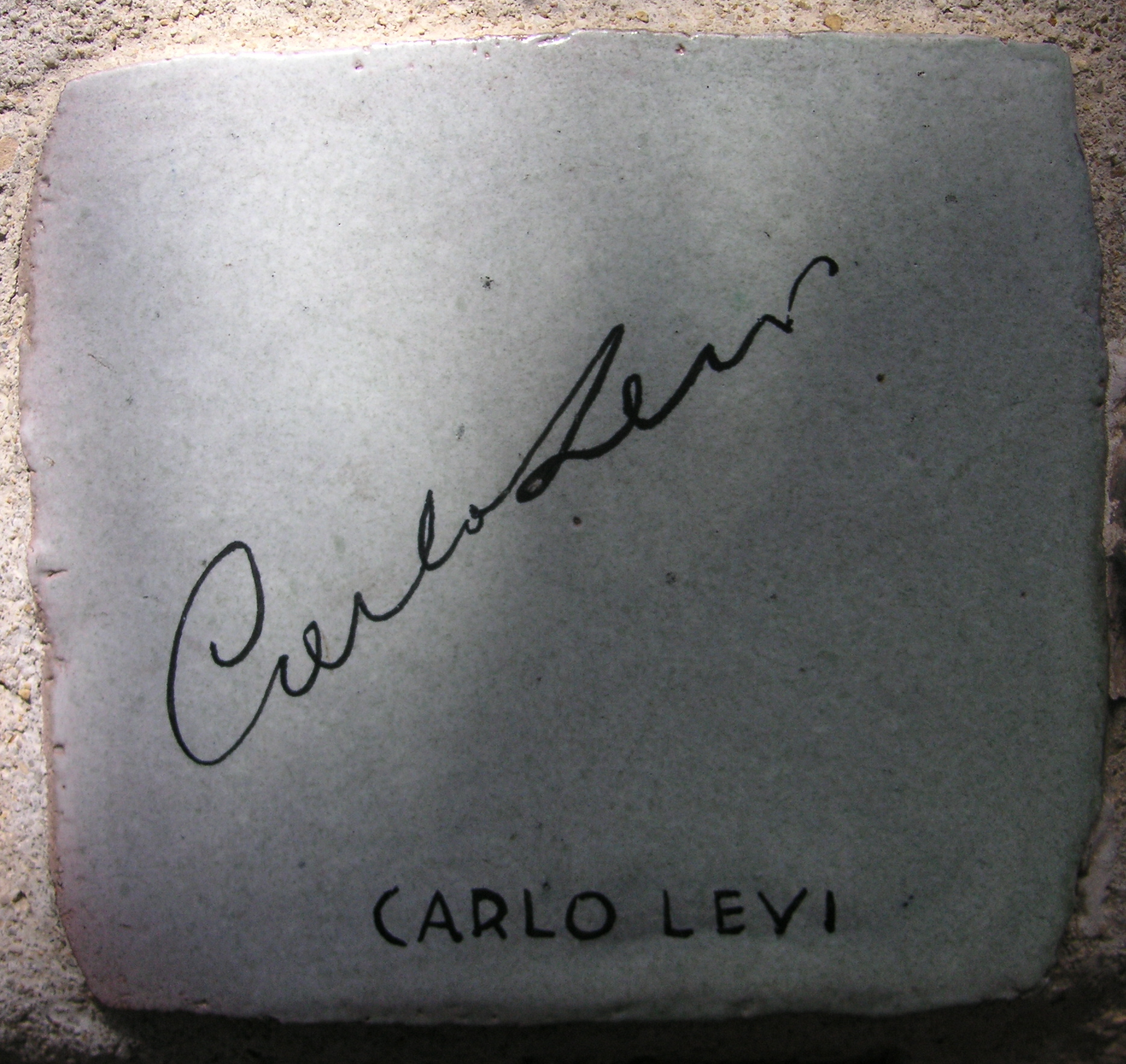
کاشی امضا شده توسط کارلو لوی در شهر Alassio

"مسیح هرگز به اینجا نرسید" به ترجمهٔ محمد حسین رمضان کیایی در سال ۸۳ ترجمه و از سوی انتشارات هرمس به قیمت ۱۵۰۰ تومان منتشر شده‌است.

## اقتباس از کتاب
بر اساس این کتاب نسخه سینمایی به کارگردانی «فرانچسکو رزی» که یک کارگردان معروف ایتالیایی است ساخته شده‌است.